# Haus Bilkrath

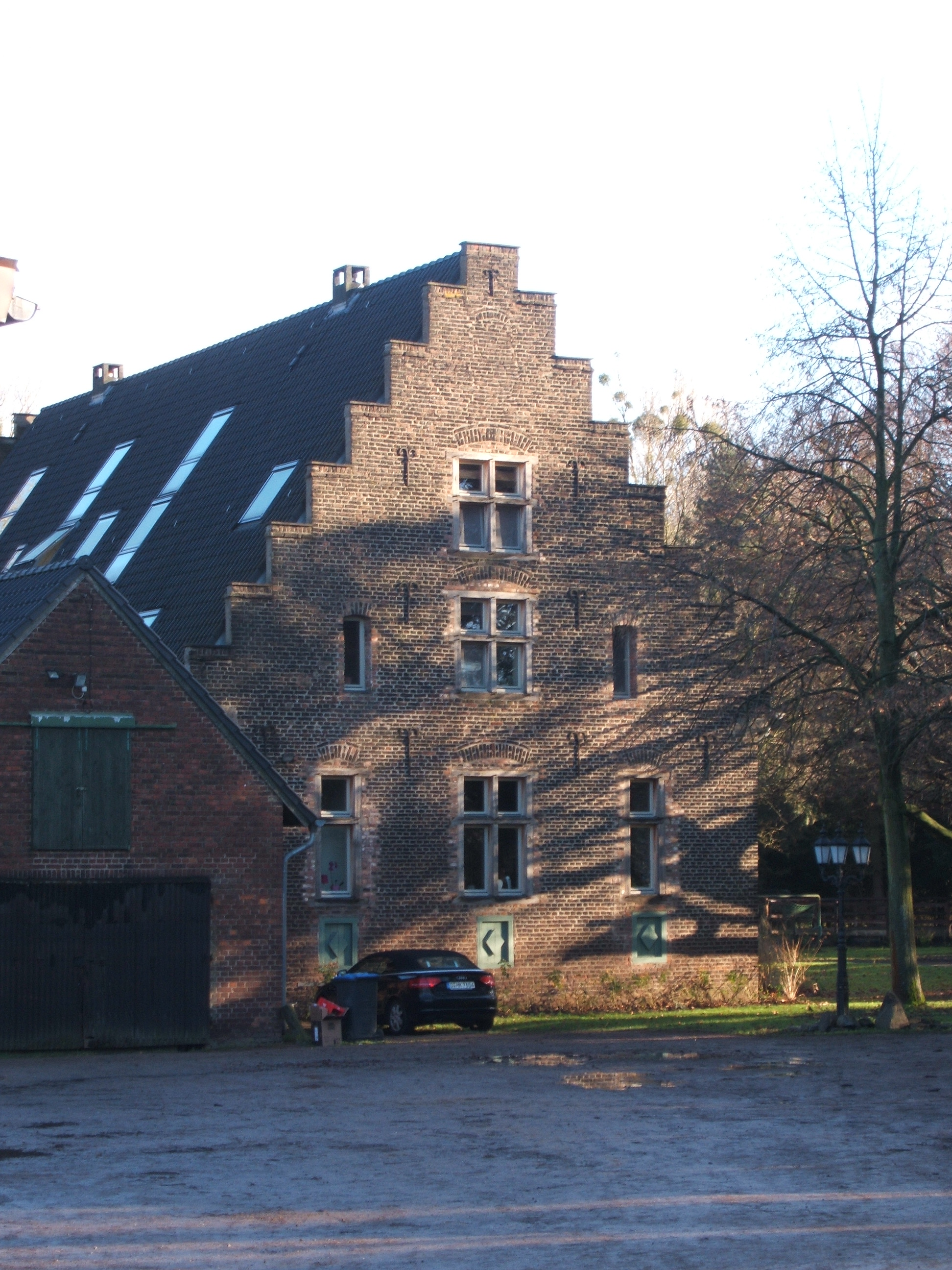
Haus Bilkrath in Düsseldorf-Angermund

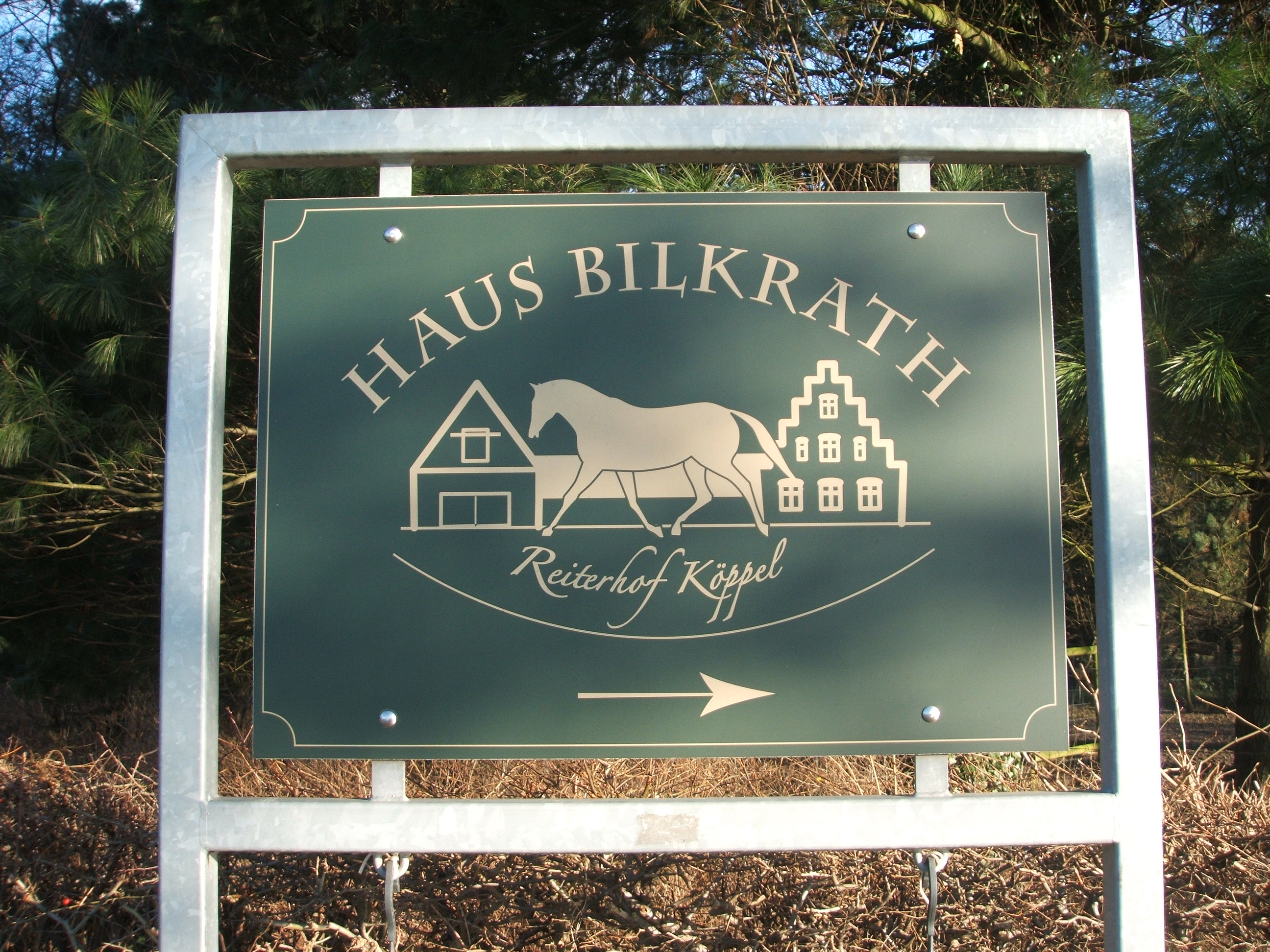
Hinweisschild Haus Bilkrath in Düsseldorf-Angermund

Haus Bilkrath ist ein mittelalterliches Festes Haus an der Anger an der Heltorfer Schlossallee 24 im Düsseldorfer Stadtteil Angermund, d. h. nur wenige Hundert Meter südlich von Schloss Heltorf.

## Geschichte
Bilkrath erscheint bereits 1332 als Pelichrade, 1402 als Peylcheroyde und 1407 als Peillichrade. Die Endung -rath, -royde bzw. -rade lässt erkennen, dass das Haus auf gerodetem Land errichtet wurde. Der Namensstamm wird auf den Personennamen Billig zurückgeführt.
Aus der 1402er Quelle ist ersichtlich, dass gegen Ende des 14. Jahrhunderts die Herren von Kalkum Besitzer von Bilkrath waren. So wird ein 1402 bereits vor langer Zeit von der Stadt Köln hingerichteter Johann von Caelchem von Peylcheroyde erwähnt, dessen Hinrichtung einer der Auslöser der Kalkumer Fehden war. Zuvor soll bereits 1312 Johanns (Ur-)Großvater Hermann von Kalkum, Amtmann zu Angermund, seinen Wohnsitz auf Bilkrath gehabt haben. In der ersten Hälfte des 15. Jahrhunderts war Gerhard van der Brüggen, Richter in Angermund, Meisterkoch des Herzogs und verheiratet mit Steyngen vom Angeren, Herr zu Pilckrath. 1443 war das Gut dann im Besitz des Ritters Wilhelm von Landsberg gt. Eggerscheidt sowie dessen Schwiegersohns Dietrich von Aschenberg. Möglicherweise verkaufte dieser den Hof an Ritter Ailff Quade, Amtmann zu Angermund. Denn die ehemalige Wasserburg war im Folgenden viele Jahre im Besitz der Familie Quadt.
1559 wurde Bilkrath vom Uerdinger Bürger Hermann Brinck vermessen. Der gesamte Besitz umfasste 156 Morgen Land. Der Hauptacker lag im großen Feld beim Hof. Andere Ländereien lagen an der Kalkstraße, am Kirchweg, neben dem Kalkumer Kirchland und am Dickenbusch.
1596 verkaufte Konrad Quadt die Anlage für 5.000 Taler köllnisch (abgerechnet jeder zu 52 Albus köllnisch) an Wilhelm von Scheid genannt Weschpfennig zu Heltorf, Hofpfalzgraf und Amtmann des Amtes Solingen und Burg sowie des Amtes Beyenburg. Seit diesem Zeitpunkt hat Bilkrath dieselben Besitzer wie Heltorf, d. h. nach den Herren von Scheidt genannt Weschpfennig bis heute die Herren/Grafen von Spee.
In den letzten Jahrhunderten war Bilkrath bis auf kurze Zwischenräume verpachtet. 1631 war der Hof an einen Theis (Matthias) verpachtet. 1766 ging Bilkrath für zwölf Jahre an Johann Peter Thielen, 1778 ebenfalls für 12 Jahre an die Eheleute Heligerus Huntgeburth und Maria Katharina Schmitz. 1791 wurde die Pacht für die Eheleute um weitere 12 Jahre verlängert. Die Nachkommen Huntgeburth bewirtschafteten den Hof bis 1932. Danach wohnte die Familie Klünter auf dem Hof. Seit 2006 wird auf Bilkrath von Familie Köppel ein Reiterhof mit 30 Pferdeboxen, zwei Außenreitplätzen und einer Bewegungshalle betrieben.
Das Haus ist seit dem 1. Oktober 1990 als Baudenkmal geschützt.